# Магрельо
Магрельо (итал. Magreglio) — коммуна в Италии, располагается в регионе Ломбардия, в провинции Комо.
Население составляет 640 человек (2008 г.), плотность населения составляет 152 чел./км². Занимает площадь 3 км². Почтовый индекс — 22030. Телефонный код — 031.
Покровительницей коммуны почитается святая Марта, празднование 29 июля.

## Демография
Динамика населения:

## Города-побратимы
- Фридберг, Германия

## Администрация коммуны
- Официальный сайт: